# Капніст Олексій Васильович (1879—1958)
Граф Олексій Васильович Капніст (1879, Михайлівка, Харківська губернія — 27 жовтня 1958, Антіб, Франція) — дворянин українського походження, громадський діяч, меценат з роду Капністів. Правнук українського поета Василя Капніста.

## Освіта та служба

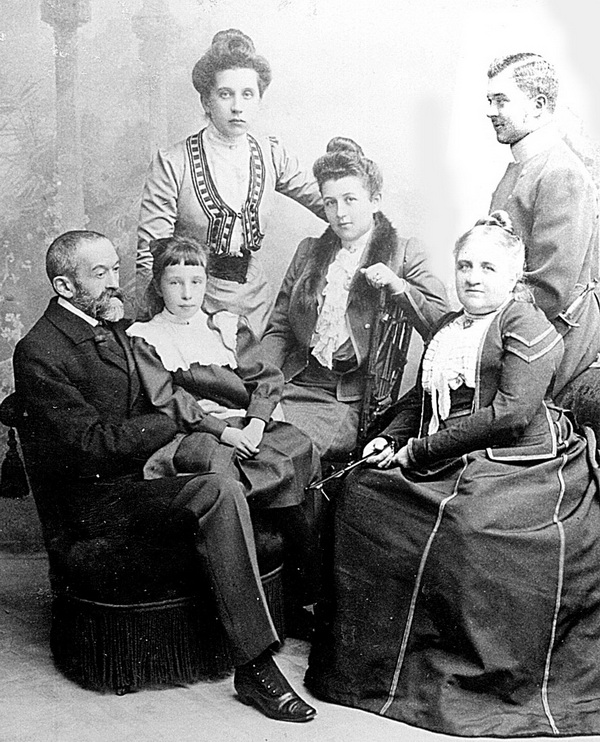
Родина Капністів. Зліва направо: Василь Капніст, його онука Варвара, дочки Єлизавета та Варвара, дружина Варвара та син Олексій

Народився в родині Василя та Варвари Капністів 1879 року. Мав сестер Єлизавету та Варвару.
Навчався в Харківському університеті, згодом служив у Санкт-Петербурзі в лейбгвардії кінному полку у званні поручника. 1903 року переведений із однорічних охотників у звання корнета.

## Громадська діяльність

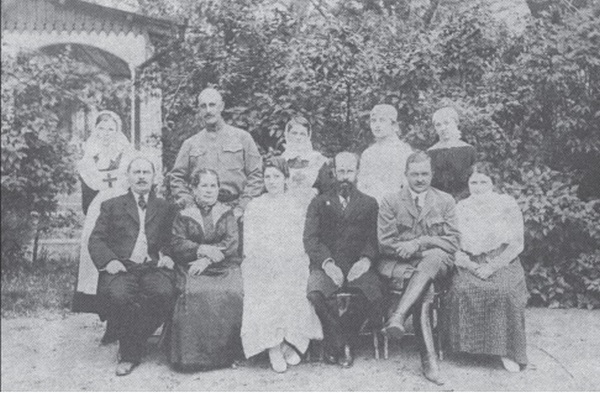
Граф Олексій Капніст (перший ряд, другий справа) із працівниками Лебединської земської лікарні

З 1904 року обіймав посаду гласного Лебединського повітового земства, а з 1907 — ще й Харківського губернського. Був у званні камергера двору Його Величності та статського радника.
Олексій Капніст активно долучався до громадського життя Лебединського повіту та Харківської губернії. Обіймав такі посади як голова з'їзду мирових суддів Лебединського повіту, повітової землевпорядної комісії, училищної ради, комітетів попечительства про народну тверезість та дитячі будинки, завідувач військово-кінної дільниці. Крім того, був опікуном (попечителем) Олександрівського народного училища в селі Михайлівка, а також членом опікунських рад Лебединських ремісничого училища та жіночої гімназії.
Після смерті батька в 1910 році успадкував село Михайлівка та був його останнім власником. У Михайлівці володів палацом, де зберігалася колекція картин Капністів. У 1918 році палац був пограбований та спалений. У власності Олексія Капніста перебував кінний завод, де розводили орловських рисаків. 
Також Капніст пожертвував кошти на будівництво двоповерхової школи в Михайлівці, моста через Псел, прокладання бруківки по дорозі до Лебедина. 1906 року батько Олексія організував хор із 50 осіб, а сам Олексій утримував його гастролював із ним до Москви, Харкова, Сум та інших міст. У селі Межиріч опікувався гончарством, а в селах Бережки та Токарі — рибальством та їхніми церквою та школою при ній. У 1910—1912 роках Олексій Капніст збудував для лікаря Костянтина Зільберника будинок у Лебедині (нині — Лебединський міський художній музей імені Бориса Руднєва). Разом із батьком фінансував навчання лебединського співака Івана Стешенка в Санкт-Петербурзі та Італії.
У 1914—1917 роках був предводителем дворянства Лебединського повіту.

## В еміграції
У серпні 1917 року емігрував до Франції. За словами Андрія Мусіна-Пушкіна, онука Єлизавети Капніст, сестри Олексія Васильовича, в еміграції граф займався розведенням квітів, які використовували для виготовлення парфумів, а деякий час працював «шофером двох дам (маркіз), яких возив по Франції та Італії».
Помер 27 жовтня 1958 року в місті Антіб. Похований на кладовищі Кокад у Ніцці.

## Родина
Був одружений тричі:
- Софія Петрівна Карпова[6] (розлучилися 1917);
- Надія Олександрівна Ігнатова (1881—1936);
- Олександра Степанівна Макарова (одружилися 1937 року), дочка генерала Степана Макарова[5].